# 陈兆明
陈兆明（？—），男，中华人民共和国军事人物、政治人物，中国人民解放军少将，曾任中共河南省委常委，现任中国人民解放军河南省军区司令员。